# Niels Alsing Andersen
Niels Alsing Andersen (6. juni 1920 - 8. august 1987) var medlem af Borgerrepræsentationen i København fra 1966 til 1974, fra 1974 borgmester for Københavns Magistrats 2. afdeling (hospitalsvæsenet). Han var oprindelig bankuddannet, men havde der efter flere ansættelser i den socialdemokratiske partiorganisation, blandt andet i Arbejderbevægelsens Informations Central (AIC) 1956–1963 og som pressesekretær 1963–1972. Han var medlem af Folketinget 1971–1973.